# 4221 Picasso
4221 Picasso è un asteroide della fascia principale. Scoperto nel 1988, presenta un'orbita caratterizzata da un semiasse maggiore pari a 2,6193172 UA e da un'eccentricità di 0,1255993, inclinata di 17,21282° rispetto all'eclittica.
L'asteroide è dedicato al pittore Pablo Picasso.